# Ammentorp
Ammentorp er et slægtsnavn, som blev givet til børnene af Niels Pedersen (født ca. 1683, Amundstorp, Skåne, død juni 1724) og Ellen Hansdatter.
De fik tre børn, hvoraf de to blev voksne.
Peder Nielsen Ammentorp (sognepræst på Møn) og nedennævnte:

## Anders Nielsen Ammentorp
Anders Nielsen Ammentorp blev student 28. juni 1744 Metropolitanskolen. Cand. theol. 10. juni 1747. 

Han var far til de tre sønner efter hvilke til de tre linjer/grene i slægten Ammentorp nedstammer.
Han var degn i alt i 17 år. 23. maj 1748 blev han degn i Vesterborg på Lolland og senere samme år degn i Tirsted, Vejleby og Skørringe menigheder. 1765 residerende kapellan og i 1766 sognepræst samme sted med bopæl i Rubbelykke præstegård, i Tirsted Sogn. 
Han karakteriseres som "en værdig, i sin vandel eksemplarisk forsigtig
mand", der ikke blot med nidkærhed omfattede sin embedsgerning, men også stadig med den varmeste interesse fulgte undervisningen såvel i skolerne som af ungdommen. Sognets fattige støttede han efter evne, og til bedste for "De fattigste, flittigste og sædeligste" skolebørn i de tre sogne, stiftede han et legat på 275 Rdl. 
Gift 6. august 1748 i Ølstykke på Sjælland, hvor hustruens bror var degn, med Inger Margrethe Jørgensdatter Ancher.
De får sammen 5 børn, alle drenge.